# Abdul Majeed Maruwala
Abdul Majeed Maruwala (ur. 1 lutego 1963) – pakistański zapaśnik w stylu wolnym. Dwukrotny olimpijczyk.  Siódmy w Los Angeles 1984, odpadł w eliminacjach w Seulu 1988. Walczył w kategorii 90 kg.
Zajął siedemnaste miejsce na mistrzostwach świata w 1987. Zdobył złoty medal na igrzyskach azjatyckich w 1986 i zajął siódme miejsce w stylu klasycznym. Triumfował na Igrzyskach Azji Południowej w 1985, 1987, 1989, 1993 i 1995 roku. Srebro na mistrzostwach Azji w 1983, 1989 i 1991, brąz w 1987. W 1983 roku zdobył srebrny medal również w stylu klasycznym. Wicemistrz Wspólnoty Narodów w 1993 roku.